# Walther Wülfing
Walther Wülfing (* 3. Dezember 1878 in Barmen; † 13. März 1956 in Garmisch) war ein deutscher Offizier der Schutztruppe in Deutsch-Südwestafrika, später Autor von Kolonialliteratur.

## Leben
Er studierte an der Universität Würzburg Nationalökonomie. 1900 wurde er Leutnant im badischen Feldartillerie-Regiment Nr. 30. Es folgten Aufenthalte in Afrika von 1906 bis 1913 sowie von 1925 bis 1926. Er diente sieben Jahre in der Schutztruppe für Deutsch-Südwestafrika und nahm am Hererokrieg teil. Ein schwerer Schulterbruch, den er 1912 bei einer Jagd erlitten hat, zwang ihn, zu einer Operation nach Deutschland zurückzukehren. 1913 wurde er in das 4. Garde-Feld-Artillerie-Regiment versetzt; 1919 zum Major befördert. Als Hauptmann und Abteilungskommandant nahm er am Ersten Weltkrieg in Südwestafrika teil. Später arbeitete er als Schriftleiter in München; lebte dann als freier Schriftsteller in Garmisch, vorwiegend als Erzähler.

## Schriften
- Das Grauen der Omaheke. Mit Bildern von Karl Mühlmeister und einer Kartenskizze des Verfassers (Aus weiter Welt, Heft 65), Reutlingen 1929.
- Dich ruft Südwest! Mit 20 Originalaufnahmen des Verfassers, Leipzig 1930.
- Der Butterfarmer. Erzählung aus dem heutigen Südwestafrika. Mit Bildern von K. Mühlmeister (Aus weiter Welt, Heft 89), Reutlingen 1931.
- Das Geheimnis der Kalahari. Südwestafrikanische Schatzgräbergeschichte. Mit Bildern von Karl Mühlmeister (Aus weiter Welt, Heft 106), Reutlingen 1933.
- Erckerts letzter Zug, in: Langsdorff, Werner von (Hrsg.): Deutsche Flagge über Sand und Palmen. 53 Kolonialkrieger erzählen, Gütersloh 1936, S. 118–124.
- Männer reiten fürs Vaterland. Erlebnisbericht eines Teilnehmers an Hauptmann Erckerts Heldenkampf in Deutsch-Südwestafrika (Aus weiter Welt, Nr. 130), Reutlingen 1937.
- Die deutschen Südwester. Die Geschichte eines Kolonialkämpfers („Ringendes Deutschtum“), Reutlingen 1939.
- Orlog in Deutsch-Südwestafrika. Erzählung aus dem Hereroaufstand. Mit Zeichnungen von Karl Mühlmeister (Spannende Geschichten, Nr. 48), Gütersloh 1939.